# جورج لوکاس کوسر
جورج لوکاس کوسر (به پرتغالی: George Lucas Coser) مدافع اهل برزیل است که در شهر Tapejara و در تاریخ ۲۰ فوریهٔ ۱۹۸۴ به دنیا آمده‌است.
جورج لوکاس کوسر در تیم‌های فوتبال Grêmio سابقهٔ حضور دارد.